# Grote Beemd
De Grote Beemd (ook bekend als De Herkvallei) is een natuurgebied nabij Russelt en direct ten noorden van Wellen.
Het gebied ligt in de vallei van de Herk, en was vroeger in gebruik als hooiland. Na het hooien werd het gebied als gemene weide gebruikt: Men mocht er koeien laten grazen. In latere jaren werden er populieren geplant.
Het moerassige gebied werd verworven door Limburgs Landschap vzw en men probeert hier, door gericht beheer, weer een kleinschalig cultuurlandschap van te maken. De voedselarme hooilandjes, met grote ratelaar, knolsteenbreek en gevlekte orchis worden zo in ere hersteld. Ook vindt men er meidoornhagen en moerasbossen.
Op de Herk ligt hier ook de Graetmolen.

## Galerij

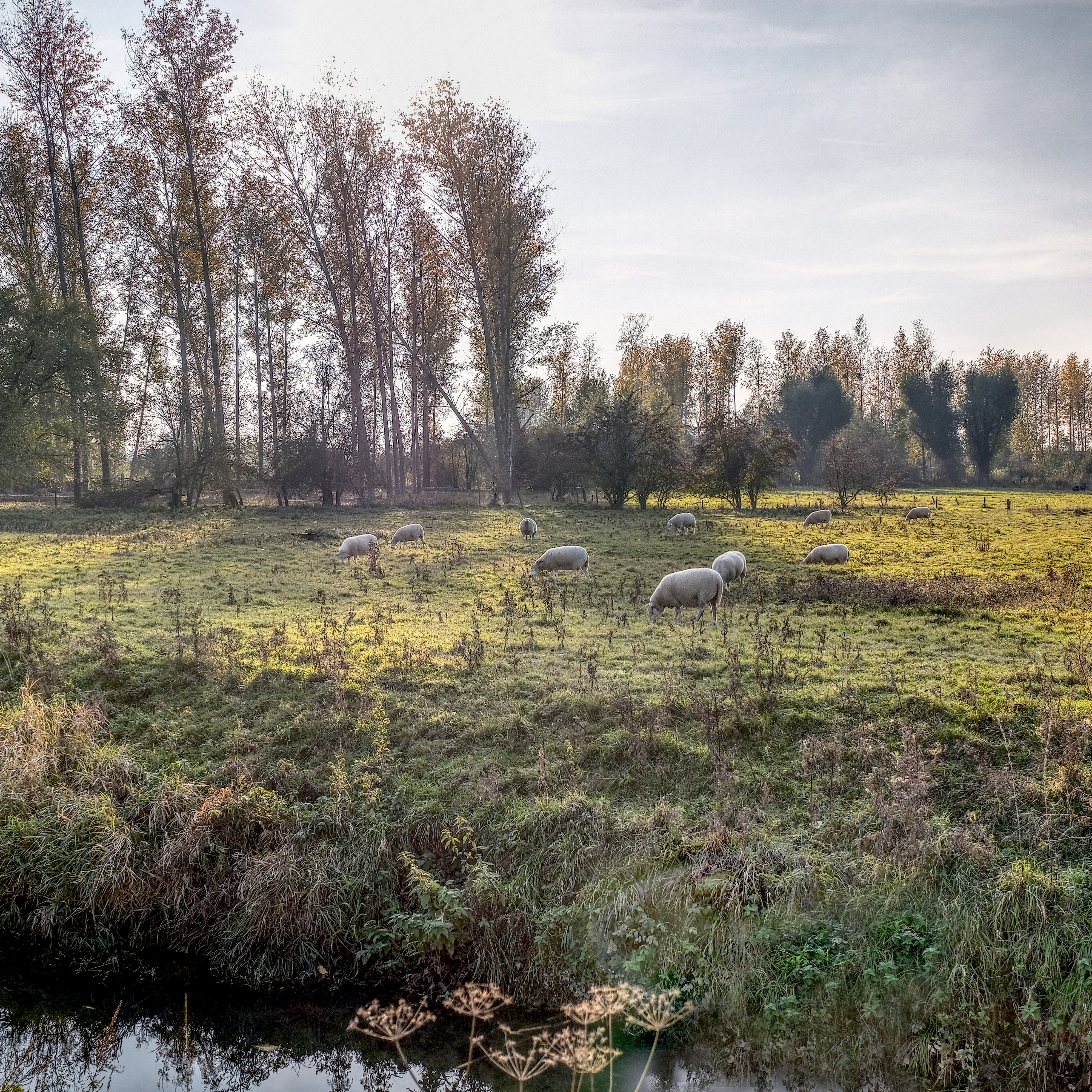